# Phyxium scorpioides
Phyxium scorpioides är en skalbaggsart som beskrevs av Francis Polkinghorne Pascoe 1864. Phyxium scorpioides ingår i släktet Phyxium och familjen långhorningar. Inga underarter finns listade i Catalogue of Life.